# (1594) Danjon
(1594) Danjon ist ein Asteroid des Hauptgürtels, der am 23. November 1949 vom französischen Astronomen Louis Boyer in Algier entdeckt wurde.
Der Name des Asteroiden wurde zu Ehren des französischen Astronomen André Danjon gewählt.